# Rainer Bange
Rainer Bange (* 18. November 1928 in Hanau; † 10. Februar 2019 ebenda) war ein deutscher Kabarettist.

## Leben
Nach dem Ende seines Architekturstudium im Jahr 1967 arbeitete Rainer Bange als Architekt. Diesen Beruf gab er in den 1980er Jahren zugunsten einer zweiten Karriere als Kabarettist auf. Durch seine Radioauftritte, insbesondere im Hessischen Rundfunk, erlangte er Bekanntheit durch Hörfunksendungen wie „Nur keine Bange“ und „Bange machen gilt nicht“.
Einem breiteren Publikum wurde er durch die „Familie Kleinschmidt“ bekannt, eine typisch hessische Familie, bei der Rainer Bange alle Charaktere mit unterschiedlicher Stimme selbst sprach. Die „Kleinschmidts“ wurden zunächst für die Hörfunkprogramme hr1 und hr4 produziert, später gab es auch Beiträge im Fernsehen, wodurch Rainer Bange über die Grenzen des Sendegebiets des hr bekannt wurde.
Bange gastierte u. a. im Mainzer Unterhaus, im Neuen Theater Frankfurt-Höchst und in der Alten Oper Frankfurt.
Bange war 1998 Preisträger der Kulturplakette der Stadt Hanau. Er starb im Februar 2019 im Alter von 90 Jahren.